# Eletrorrecepção
Eletrorrecepção, eletrorreceção, eletroperceção ou eletropercepção é a capacidade biológica para detetar impulsos elétricos. É muito mais comum em criaturas aquáticas, mas pode estar presentes em animais semi-aquáticos e terrestres. A eletrorrecepção é usada principalmente para eletrolocalização e eletrocomunicação.
Entre os animais, tecidos especializados para eletrorrecepção são conhecidos apenas entre os vertebrados, dos quais aproximadamente 8.600 espécies são eletrorreceptivas, ou seja uma em cada seis das 55 000 espécies conhecidas. Cerca de 41% destas espécies eletrorreceptivas são anfíbios, e outros 41% são bagres. Na maioria das espécie, os órgãos eletrorreceptores periféricos, assim como os neuromastos mecanossesoriais, são inervados por um a seis nervos lineares laterais. As únicas exceções são os mamíferos monotremados, que o sistema eletrorreceptivo evoluiu dentro do sistema do nervo trigêmio somatossensorial. Recentemente foi descoberto que o golfinho Sotalia guianensis também possui habilidades de eletrorrecepção.

## Eletrolocalização
Animais eletrorreceptivos usam este sistema para localizar objetos ao seu redor. Sendo importante nos nichos ecológicos onde o animal não pode depender da visão, como em cavernas, águas barrentas e durante a noite.
Quando dois peixes elétricos com descargas em forma de onda se encontram, ocorre uma resposta de prevenção de interferência, evitando que ambos os peixes interfiram nos sentidos de eletrorrecepção um do outro.

## Eletrocomunicação
Peixes fracamente elétricos podem também se comunicar pela modulação das ondas elétricas que eles geram, uma habilidade conhecida como eletrocomunicação. Eles podem usar este sistema para atração para o acasalamento e exibições territoriais. Algumas espécies de bagres usam suas descargas elétricas em comportamento agonístico.